# Ammobates aurantiacus
Ammobates aurantiacus är en biart som beskrevs av Popov 1951. Ammobates aurantiacus ingår i släktet Ammobates och familjen långtungebin. Inga underarter finns listade i Catalogue of Life.